# Pornichet
Pornichet (bretonsko Pornizhan) je letoviško naselje in občina v francoskem departmaju Loire-Atlantique regije Loire. Leta 2012 je naselje imelo 10.323 prebivalcev.

## Geografija
Kraj leži v pokrajini Bretaniji ob Atlantskem oceanu, 10 km zahodno od Saint-Nazaira.

## Uprava
Občina Pornichet skupaj s sosednjimi občinami Batz-sur-Mer, La Baule-Escoublac, Le Croisic, Le Pouliguen in Saint-André-des-Eaux sestavlja kanton Baule-Escoublac; slednji se nahaja v okrožju Saint-Nazaire.

## Zanimivosti
- vila Ker Souveraine
- Hipodrom
- Hôtel l'océan
- Svetilnik

- cerkev sv. Sebastjana iz leta 1868,
- kapela sv. Ane iz leta 1879,
- vila Ker Souveraine, zgrajena leta 1925 v stilu Art deco, francoski zgodovinski spomenik od leta 2002,
- hipodrom, odprt leta 1907, prenovljen v letih 2010-11, obdan z zaščitenim mokriščem, ki se razteza na površini 15 hektarjev,
- skupina otokov v zalivu Pouliguen - îles de la baie de la Baule leži na območju Nature 2000, prav tako tudi estuarij reke Loare, ki delno sega tudi na ozemlje občine Pornichet (skupaj z zalivom Bourgneuf),
- nemško vojaško pokopališče - nekropola iz 2. svetovne vojne.